# Coppa Italia Primavera 2014-2015
La Coppa Italia Primavera 2014-15, denominata Primavera TIM Cup, è la quarantatreesima edizione del torneo riservato alle squadre giovanili iscritte al Campionato Primavera. Il torneo è iniziato il 24 agosto 2014 per concludersi il 1º maggio 2015.

## Turno preliminare
| Squadra 1      | Risultato | Squadra 2      |
| -------------- | --------- | -------------- |
| 24 agosto 2014 |           |                |
| Perugia        | 0 - 4     | Virtus Entella |

## Primo turno eliminatorio
| Squadra 1         | Risultato       | Squadra 2       |
| ----------------- | --------------- | --------------- |
| 6 settembre 2014  |                 |                 |
| Livorno           | 1 - 0           | Pescara         |
| Sassuolo          | 3 - 0           | Spezia          |
| Cesena            | 1 - 2 (dts)     | Cittadella      |
| 17 settembre 2014 |                 |                 |
| Milan             | 3 - 0           | Modena          |
| Udinese           | 2 - 1           | Carpi           |
| Brescia           | 2 - 2 (5-3 dcr) | Pro Vercelli    |
| Parma             | 3 - 0           | Ternana         |
| Inter             | 2 - 0           | Virtus Lanciano |
| Varese            | 1 - 0 (dts)     | Latina          |
| Empoli            | 4 - 3           | Frosinone       |
| Sampdoria         | 1 - 0           | Verona          |
| Bari              | 2 - 1           | Crotone         |
| Bologna           | 6 - 3           | Trapani         |
| Napoli            | 2 - 1           | Cagliari        |
| Catania           | 2 - 0           | Avellino        |
| Virtus Entella    | 0 - 2           | Genoa           |

## Secondo turno eliminatorio
| Squadra 1       | Risultato   | Squadra 2  |
| --------------- | ----------- | ---------- |
| 29 ottobre 2014 |             |            |
| Milan           | 2 - 0       | Sassuolo   |
| Udinese         | 4 - 1       | Brescia    |
| Parma           | 3 - 2 (dts) | Cittadella |
| Inter           | 2 - 0       | Varese     |
| Livorno         | 2 - 1       | Genoa      |
| Empoli          | 5 - 1       | Sampdoria  |
| Bari            | 1 - 2       | Bologna    |
| Napoli          | 1 - 0 (dts) | Catania    |

## Ottavi di finale
| Squadra 1        | Risultato       | Squadra 2 |
| ---------------- | --------------- | --------- |
| 3 dicembre 2014  |                 |           |
| Atalanta         | 2 - 1           | Milan     |
| Chievo           | 1 - 0           | Udinese   |
| Roma             | 5 - 0           | Parma     |
| Fiorentina       | 0 - 0 (2-3 dcr) | Inter     |
| Juventus         | 3 - 2           | Livorno   |
| Palermo          | 2 - 1           | Bologna   |
| Lazio            | 2 - 2 (6-3 dcr) | Napoli    |
| 10 dicembre 2014 |                 |           |
| Torino           | 2 - 1           | Empoli    |

## Quarti di finale
| Squadra 1        | Risultato | Squadra 2 |
| ---------------- | --------- | --------- |
| 20 dicembre 2014 |           |           |
| Chievo           | 0 - 1     | Atalanta  |
| Roma             | 3 - 1     | Inter     |
| Torino           | 0 - 1     | Juventus  |
| Lazio            | 4 - 1     | Palermo   |

## Semifinali
L'andata delle semifinali si disputa il 14 gennaio e l'8 febbraio 2015, il ritorno il 28 gennaio e il 14 febbraio 2015.
| Squadra 1 | Totale | Squadra 2 | Andata | Ritorno |
| --------- | ------ | --------- | ------ | ------- |
| Atalanta  | 2 - 5  | Roma      | 0 - 2  | 2 - 3   |
| Lazio     | 3 - 1  | Juventus  | 2 - 0  | 1 - 1   |

## Finale
L'andata della finale si disputa il 24 aprile 2015, il ritorno il 1º maggio 2015.
| Squadra 1 | Totale | Squadra 2 | Andata | Ritorno |
| --------- | ------ | --------- | ------ | ------- |
| Roma      | 1 - 2  | Lazio     | 1 - 0  | 0 - 2   |